# Roger Robb
Pour les articles homonymes, voir Robb.
Roger Robb (né le 7 juillet 1907 - mort le 19 décembre 1985) est un avocat et juge américain. Il a poursuivi Robert Oppenheimer lors de l'audition de sécurité de ce dernier en 1954.

## Biographie
Fils de Charles Henry Robb (en), juge à la cour d'appel pour le circuit du district de Columbia, Roger Robb naît à Bellows Falls (Vermont). En 1928, il reçoit un baccalauréat ès arts de l'université Yale, puis un Bachelor of Laws de la Yale Law School en 1931. De 1931 à 1938, il est procureur adjoint à la Cour de district des États-Unis pour le district de Columbia. Il travaille par la suite à Washington, DC dans le privé de 1938 à 1969. Robb sera notamment commis d'office pour le leader du Parti communiste Earl Browder en 1950 dans un cas de Contempt of Congress (en).
En 1954, Robb mène le comité de la Commission de l'énergie atomique des États-Unis (AEC) dans le cas de l'audition de sécurité de Robert Oppenheimer. Lors des quatre semaines d'audition, il interroge Oppenheimer et d'autres témoins sur ses liens passés avec des communistes.
En 1968, Robb représente Barry Goldwater dans un cas de libel contre Ralph Ginzburg (en) et le magazine Fact, qui a affirmé que Goldwater était mentalement instable. Le jury accorde 1 USD en dommages compensatoires et 75 000 USD en dommages punitifs à Goldwater, jugement confirmé en cour d'appel.
Un an plus tard, le 23 avril 1969, Robb est nommé juge à la cour d'appel pour le circuit du district de Columbia par le président des États-Unis Richard Nixon. Il remplace ainsi John A. Danaher (en). Confirmé par le Sénat le 5 mai, il débute officiellement le lendemain. Il reçoit son senior status (en) le 31 mai 1982. Il meurt le 19 décembre 1985. Il sera remplacé à la cour d'appel par Antonin Scalia.